# Апариха
Апариха (на руски: Федино) е село в Раменски район, Московска област, Русия. Населението му през 2017 година е 85 души.

## География
Апариха е разположено в източната част на Раменски район, на брега на река Македонка. Намира се на 7 километра източно от Раменское. Надморската му височина е 136 метра. Най-близкият населен пункт е селището от градски тип Биково.

### Климат
Климатът в Апариха е умереноконтинентален (Dfb по Кьопен) с горещо и сравнително влажно лято и дълга студена зима.